# Тышлер, Давид Абрамович
Давид Абрамович Тышлер (13 июня 1927, Херсон — 7 июня 2014, Москва) — советский фехтовальщик на саблях, чемпион СССР, призёр чемпионатов мира и Олимпийских игр. Заслуженный мастер спорта СССР (1961). Заслуженный тренер СССР (1965). Выступал за ЦСКА.

## Биография
Среднюю школу окончил в городе Химки.
Фехтованием начал заниматься под руководством Виталия Аркадьева. Окончил ГЦОЛИФК (1949).
Бронзовый призёр Олимпийских игр 1956 в командном первенстве, серебряный призёр чемпионата мира в личном (1958) и командном первенстве (1957, 1958). Чемпион СССР в личном зачёте (1960). По окончании карьеры спортсмена перешёл на тренерскую работу.
В 1961—1973 — тренер сборной команды СССР по фехтованию на саблях. Под его руководством сборная СССР успешно выступила на Олимпийских играх 1964 и 1968, выиграв командное первенство.
Подготовил олимпийских чемпионов Виктора Кровопускова, Марка Мидлера, Марка Ракиту, Виктора Сидяка, Виктора Баженова. Опубликовал более 170 научных работ и монографий по спортивному и сценическому фехтованию, которые переведены на многие языки мира. В основе методики фехтования — мышление и самоанализ действий спортсмена. Заслуженный работник физической культуры РФ. Профессор кафедры теории и методики фехтования и современного пятиборья РГУФК.
Давида Тышлера неоднократно привлекали в качестве консультанта и постановщика фехтовальных сцен в театре и кинематографе. Долгие годы сотрудничал с труппой театра «Современник» и ставил поединки в спектакле «Сирано де Бержерак». Тышлер поставил бои в таких фильмах как «Тот самый Мюнхгаузен», «Сказ про то, как царь Пётр арапа женил», «31 июня» и других.
Сын Давида Абрамовича Геннадий Тышлер (род. 1957) также стал известным тренером по фехтованию.
Умер 7 июня 2014 года на 87-м году в Москве в Городской клинической больнице № 15 им. О. М. Филатова. Похоронен на Измайловском кладбище Москвы у входа.
В 2015 году включён в Международный еврейский спортивный зал славы.